# Maxwell Davenport Taylor
Maxwell Davenport Taylor (Keytesville (Missouri), 26 augustus 1901 - Washington D.C., 19 april 1987) was een Amerikaanse generaal en diplomaat. Hij had een groot aandeel in de bevrijding van Europa en in het tegenhouden van de communisten in Korea, en was ten slotte de hoogste militair in Washington. Op 14 november 1946 werd hij door koningin Wilhelmina benoemd tot Ridder in de Militaire Willems-Orde.
Taylor kreeg zijn militaire opleiding aan de United States Military Academy in West Point. In 1922 gradeerde hij op de Militaire Academie van West Point als vierde in een klas van 122 leerlingen.

## Italië
In de jaren dertig diende hij onder Vinegar Joe Stilwell in China, waar hij redelijk Chinees leerde spreken.
Tot zijn verbazing werd Taylor desondanks niet naar de Pacific gezonden toen de oorlog uitbrak. In plaats daarvan diende hij als artilleriecommandant van de 82e Airborne Divisie. In deze functie maakte hij de invasie van Sicilië mee.
Taylor werd in 1943 op een geheime missie naar Italië gestuurd om de acties van de 82nd Airborne Division met de acties van het Italiaanse leger bij Rome te coördineren. Hij ontmoette o.a. premier veldmaarschalk Pietro Badoglio, die een overeenkomst met de Geallieerden sloot, zodat hij zich in de oorlog tegen Duitsland aansloot. Op het laatste moment bleek het een zelfmoordactie te worden aangezien de Duitsers al ter plekke waren. Taylor annuleerde de plannen en redde hierdoor veel levens. Zijn reis door het door de Duitsers bezette Italië leverde hem het DSM-kruis op.

## Normandië
Generaal-majoor William Lee, de vader van de Amerikaanse paratroepen, kon door een hartaanval de 101ste Airborne Divisie niet meer aanvoeren voor de landing in Normandië. Taylor werd toen bevelhebber van de 101e Airborne Divisie, een luchtlandingseenheid die toen nog in Engeland trainde en later tijdens Operatie Overlord met zweefvliegtuigen en per parachute in Normandië afdaalde. Hij was ook betrokken bij enkele beslissende campagnes in Normandië en Italië. Alhoewel Taylor van de rivaal, de 82e Divisie kwam werd hij hartelijk ontvangen. Taylor, geen parachutist in hart en nieren (I'd like to be around with guys who like to jump), had een veilige doch eenzame landing in Normandië. Hij landde in een wei tussen de koeien, die hem als een vreemde indringer aangaapten. Maar met behulp van de fameuze crickets ontmoette hij de eerste paratroeper, die hij als een verloren vriend omhelsde. "Vanaf dat moment was het gedaan met Europa".
De belangrijkste taak van de 101ste Divisie was het veroveren van de vier wegen die naar Utah Beach leidden. Aan de zuidflank leidde Taylor zelf een groep van ongeveer negentig paratroepers, onder wie generaal Higgings, generaal Mc Auliffe en kolonel Ewell. Taylor merkte op dat  "never so few were led by so many".
Er waren zo'n 3800 slachtoffers te betreuren, maar de 101ste onderscheidde zich in het gevecht. Taylor was een Eager Beaver, altijd op zoek naar taken voor zijn divisie, zo werd Market Garden de volgende operatie.

## Market Garden
Tijdens de gevechten van de 101st Airborne Division in het gebied van Eindhoven in de periode na 17 september 1944 heeft Taylor de Militaire Willems-Orde verdiend. Het Koninklijk Besluit van 14 november 1946 nr 35 vermeldt dat Taylor "zich in den strijd door uitstekende daden van moed, beleid en trouw op de volgende wijze onderscheiden door als commanderend generaal van de 101ste Luchtlandingsdivisie van overleg, initiatief, gezond oordeel en grote bekwaamheid blijk te geven toen hij zijn plannen voor een parachutistenlanding in Nederland ontwierp en tot uitvoering bracht. Van 17 september 1944 tot 28 november 1944 traden zijn moed en zijn vastbeslotenheid om te slagen in het licht bij de talrijke malen, dat hij zijn troepeneenheden aan het front bezocht; hij raakte gewond door een mortierprojectiel toen hij zijn slaags geraakte troepen inspecteerde. Zijn tactisch deugdelijke plannen en buitengewone bekwaamheid stelden zijn troepen in staat hun doel op de Duitsers te veroveren en het binnendringen van de vijand in de stellingen te voorkomen. Zijn werk heeft bijgedragen tot de bevrijding van dat deel van Nederland, waarin hij was binnengevallen. De Maxwell Taylorbrug in Veghel is naar hem vernoemd.

## Na WOII
Na de Tweede Wereldoorlog was Taylor als hooggeplaatst militair betrokken bij de Koreaanse Oorlog en de Vietnamoorlog. In Korea commandeerde hij het 8e leger, en na de wapenstilstand werd hij bevelhebber van alle Amerikaanse en VN-troepen in Azië.
Van 1955 tot 1959 was hij stafchef van het Amerikaanse leger, en onder president Kennedy werd hij voorzitter van het comité van chef van staven. Na een bezoek aan Vietnam in gezelschap van diens veiligheidsadviseur Walt Rostow adviseerde hij het inzetten van Amerikaanse gevechtstroepen. Onder president Johnson was Taylor van 1964 tot 1965 ambassadeur in Zuid-Vietnam.
Op 85-jarige leeftijd is Taylor in Washington overleden. Minister van Defensie Caspar Weinberger prees hem als "een van de grote militairen in de Amerikaanse geschiedenis".

## Militaire loopbaan
- Second Lieutenant, United States Army: 13 juni 1922[2]
- First Lieutenant, United States Army: 2 februari 1927[2]
- Captain, United States Army: 1 augustus 1935[2]
- Major, United States Army: 1 juli 1940[2]
- Tijdelijk Lieutenant Colonel, United States Army: 24 december 1941 (AUS)[3][2]
- Tijdelijk Colonel, United States Army: 24 december 1941 (AUS)[2]
- Tijdelijk Brigadier General, United States Army: 4 december 1942 (AUS)[3][2]
- Tijdelijk Major General, United States Army: 31 mei 1944 (AUS)[3][2]
- Lieutenant Colonel, United States Army: 13 juni 1945[2]
- Brigadier General, United States Army: 24 januari 1948[3][2]
- Major General, United States Army: augustus 1951[2]
- Tijdelijk Lieutenant General, United States Army: augustus 1951[2]
- Tijdelijk General, United States Army: 23 juni 1953[2]
- General, United States Army:
- Gepensioneerd juli 1959

## Onderscheidingen
- Distinguished Service Cross op 1 juli 1944[4][5]
- Distinguished Service Medal met één Eikenloof cluster[4][5]
- Silver Star[5]
- Legioen van Verdienste[5]
- Bronze Star
- Purple Heart[4][5]
- Amerikaanse Defensie Service Medaille
- Europa-Afrika-Midden Oosten Campagne Medaille
- World War II Victory Medal
- Bezettingsmedaille voor het Leger
- Nationale Defensie Service Medaille
- Koreaanse Service Medaille
- Grootofficier in de Leopoldsorde
- Grootkruis in de Kroonorde met Palm
- Oorlogskruis met Palm
- Grootkruis in de Orde van Militaire Verdienste
- Grootkruis in de Orde van de Heilige Drie-eenheid
- Legioen van Eer
- Commandeur in het Legioen van Eer
- Croix de guerre met Palm[4]
- Grootcommandeur in de Orde van George I
- Ridder der vierde klasse in de Militaire Willems-Orde op 14 november 1946 als commanderend generaal 101ˢᵗ U.S. Airborne division[6][4]
- Kruis voor Militaire Verdienste (Guatemala), 1e klasse
- Grootlint in de Orde van de Rijzende Zon
- Grootofficier in de Orde van Boyacá
- Orde van Militaire Verdienste
- Veldmaarschalk Eulji lint
- Medaille voor Militaire Verdienste, 1e klasse
- Grootofficier in de Militaire Orde van Ayacucho
- Grootlint in de Orde van de Wolk en het Vaandel
- Ridder Grootkruis in de Orde van de Kroon van Siam
- Lid in de Orde van het Bad
- Commandeur in de Orde van het Britse Rijk
- Orde van Voorname Dienst[4]
- Grootofficier in de Orde van Verdienste
- Commandeur in de Militaire Orde van Italië
- Koreamedaille van de Verenigde Naties

Charles Billingslea · Robert C. Blankenship · Charles King Boyd · Julian Aaron Cook · Daniel Frank Elam · Edward Simons Fulmer · Wesley Harris · Glenn Jonas · William Kero · Harry William Osborn Kinnard · Paul Lester · Joseph Myers · Herbert Edgar Schulman · Maxwell D. Taylor · Dewitt S. Terry · Reuben Henry III Tucker · Waverly W. Wray